# Isztar-duri (gubernator Nasibiny)
Isztar-duri (akad. Ištar-dūrī lub Ištar-dūri, zapisywane md15.bàd, tłum. „Isztar jest (mym) murem obronnym”) – wysoki dostojnik sprawujący urząd gubernatora Nasibiny za rządów asyryjskiego króla Salmanasara IV (782-773 p.n.e.). Według asyryjskich list i kronik eponimów pełnił on również urząd limmu (eponima) w 774 r. p.n.e.
Znana jest jego pieczęć cylindryczna, która podarował mu w darze niejaki Birtaja, noszący tytuł „eunucha Adad-nirari, króla Asyrii”. W inskrypcji na tej pieczęci Isztar-duri nosi tytuł "eunucha Nergal-ilaji, naczelnego dowódcy wojsk (turtanu)". Może tu chodzić o tego samego Nergal-ilaję, o którym wiadomo, iż w 808 r. p.n.e., za rządów Adad-nirari III (810-783 p.n.e.), pełnił urząd limmu (eponima). Do Isztar-duri należeć też mogła pieczęć cylindryczna, którą odnaleziono w Forcie Salmanasara w Niniwie. Według umieszczonej na niej inskrypcji jej posiadaczem miał być "Isztar-duri, oficer šaknu". Jeżeli chodzi tu o tę samą osobę, to pieczęć ta mogła pochodzić z czasów, gdy Isztar-duri dopiero rozpoczynał swą karierę.